# Keagan Girdlestone
Keagan Girdlestone (* 30. April 1997 in Pretoria) ist ein ehemaliger südafrikanisch-neuseeländischer Radrennfahrer.

## Sportliche Laufbahn
Keagan Girdlestone stammt aus einer Radsportfamilie, auch sein Vater und sein älterer Bruder Dylan sind aktive Radsportler. 2012 wurde er südafrikanischer Straßenmeister der unter 16-Jährigen. Anschließend zog seine Familie nach Christchurch in Neuseeland, wo er zwei weitere nationale Titel in seiner Altersklasse errang.
Im März 2014 siegte Girdlestone bei dem renommierten neuseeländischen Straßenrennen Le Race über 100 Kilometer von Christchurch nach Akaroa, das wegen seiner Steigungen gefürchtet ist, und wurde mit 16 Jahren der jüngste Sieger dieses Rennen, bei dem 800 Fahrer starteten. Zweiter des Rennens wurde der 42-jährige Aaron Strong, ein gestandener Radrennfahrer, der 2005 die Bronzemedaille im Einzelzeitfahren bei den ozeanischen Radsportmeisterschaften errungen hatte, und Dritter Daniel Whitehouse, der wenige Wochen zuvor Vierter der New Zealand Cycle Classic geworden war.
Am 5. Juni 2016 prallte Keagan Girdlestone beim Eintagesrennen Coppa della Pace auf ein Begleitfahrzeug und zog sich schwere Kopfverletzungen zu. Italienische Medien vermeldeten zunächst seinen Tod, diese Falschmeldung wurde wenig später korrigiert. Laut einem Bericht aus dem Oktober 2016 befand sich Girdlestrone auf einem langwierigen Weg der Besserung; seine rechte Körperhälfte war teilweise gelähmt. Im November 2016 begann er wieder mit dem Training, im Januar 2017 beendete er erstmals wieder ein Rennen, obwohl er weiterhin körperlich beeinträchtigt ist. Im März 2017 bestritt er erstmals nach seinem Sturz wieder ein Elite-Rennen. Im Oktober 2018 berichtete er, dass er beim Fahrradfahren wiederholt unter posttraumatische Belastungsstörungen gelitten habe. Anschließend bestritt er keine weiteren Rennen und begann eine Ausbildung zum Personal Trainer.

## Teams
- 2016 Dimension Data for Qhubeka